# Marnix Lippmann
Marnix Lippmann (Rotterdam, 8 juli 1974) is een Nederlands bassist en muziekproducer.

## Levensloop
Lippmann is getogen in Den Haag.
Hij werd bekend als bassist van de Hermes House Band nadat deze studentenband in 1994 een wereldhit scoorde met de Gloria Gaynor-cover I will survive. In 1997 was hij te horen op de cd STRAK! en in 1999 op de cd Life On Planet Disco. Later werd hij manager van de band, waarmee hij onder andere door landen in Europa, Azië en Afrika toerde. Op 10 september 2022 speelde hij met de band tijdens het corona Care4Care in de Ziggo Dome, geïnitieerd door Floris van Oranje-Nassau, Van Vollenhoven. De Hermes House Band gaf er een live set van 30 minuten, waaronder I Will Survive met onder andere Judith Ansems. Tijdens het 40-jarig bestaan van de Band speelde hij contrabas in het Ahoy.
Na het beëindigen van zijn studie Rechten hield hij zich, naast het produceren van meditatieve muziek, bezig met het organiseren van diverse muziekpodia in het land, onder andere in Baambrugge en het geven van muziekworkshops op scholen en jeugdcentra zoals Tumult in Abcoude.
In februari 2023 speelde Lippmann op zijn basgitaar een eerbetoon aan de Beach Boys met een Baambrugse tribute band in de Postwijck kerk in Baambrugge.
Op 30 september 2024 speelde Lippmann op zijn basgitaar onder de naam 'De Earring en Ik' een eerbetoon aan de Golden Earring met 999 andere muzikanten in Ahoy Rotterdam.

## Persoonlijk[bron?]
Lippmann is kleinzoon van Karel van Rijckevorsel en neef van Laetitia van Rijckevorsel. Zijn vader Dorus Lippmann (1940–2008) was assuradeur in het familiebedrijf WBD Lippmann en roeier en rechter met een nevenfunctie als bestuurslid van Stichting Jacques Levi Lassen. Zijn broer is bekend als voormalig rapper en producent 'Prins Clit in Paanham' (anagram voor Christiaan Lippmann) van De Kraaien.